# Reprezentacja Węgier w piłce nożnej mężczyzn
Reprezentacja Węgier w piłce nożnej mężczyzn (węg. Magyar férfi labdarúgó-válogatott) – narodowy zespół piłkarzy nożnych, który reprezentuje Węgry w meczach i turniejach międzynarodowych. Swoje pierwsze spotkanie rozegrał 12 października 1902 przeciwko reprezentacji przedlitawskiej części Austro-Węgier. Węgrzy są trzykrotnymi mistrzami olimpijskimi oraz dwuktronymi wicemistrzami świata. W latach dwudziestych i trzydziestych reprezentowali oni tzw. szkołę naddunajską w piłce nożnej. Od rozegranego 15 listopada 2019 meczu towarzyskiego przeciwko Urugwajowi, reprezentacja Węgier co do zasady swoje domowe spotkania rozgrywa na Arenie Puskása.

## Dzieje reprezentacji
Przed II wojną światową Węgrzy występowali na Igrzyskach olimpijskich w Paryżu. Drużyna odpadła po porażce z Egiptem. Z powodu zmiany statusu ligi w sezonie 1926/1927 na zawodowy reprezentacja została wykluczona z igrzysk olimpijskich w Amsterdamie.   
W eliminacjach do Mistrzostw Świata wygrali z reprezentacją Grecji 11:1.
Największym sukcesem przedwojennej reprezentacji Węgier było zdobycie wicemistrzostwa świata w 1938 po przegranej w finale 2:4 z Włochami. Węgrzy pokonali napierw drużynę Szwajcarii 2:0 oraz Szwecji 5:1. Węgrzy w dwudziestoleciu międzywojennym brali udział we wszystkich edycjach Pucharu Europy Środkowej. Ze względu na brak istnienia w tamtych latach mistrzostw kontynentu oraz światowy podziw dla poziomu reprezentacji Austrii, Czechosłowacji, Węgier i Włoch były to prestiżowe rozgrywki. Węgrzy dwukrotnie zajmowali trzecie miejsca w Pucharze oraz w 1938 prowadzili w tabeli. Ze względu na przyłączenie Austrii do Rzeszy Niemieckiej rozgrywki nie zostały jednak dokończone.
Największe sukcesy Węgry odniosły w pierwszej połowie lat pięćdziesiątych XX wieku. Trener Gusztáv Sebes stworzył drużynę, która przeszła do historii piłki nożnej jako złota jedenastka. Gra reprezentacji została oparta na czwórce atakujących: Ferencu Puskásu, Sándorze Kocsisu, Józsefie Bozsiku i Nándorze Hidegkutim. Na igrzyskach olimpijskich w 1952 Węgrzy zdobyli złoty medal. Drużyna Węgier jako pierwszy zespół spoza Wysp Brytyjskich pokonała Anglię. Dnia 25 listopada 1953 Węgrzy wygrali na Wembley 6:3  – Mecz piłkarski Anglia – Węgry (1953). Anglia została ponownie pokonana rok później 7:1. Pozostaje to dzisiaj najwyższą porażką w historii angielskiej reprezentacji. Na MŚ 1954 Węgrzy byli uważani za faworytów imprezy. Jeszcze przed jej rozpoczęciem pokonali reprezentację Luksemburga 10:0. W Pierwszym meczu turnieju wygrali 9:0 z reprezentacją Korei Południowej . W kolejnym spotkaniu pokonali reprezentację RFN. Przegrali w dramatycznych okolicznościach w finale z RFN 2:3, mimo początkowego prowadzenia 2:0. To był koniec złotej drużyny.
Po MŚ 1954 Węgrzy zagrali na mistrzostwach świata jeszcze sześć razy. Na mistrzostwach świata w Szwecji w 1958 nie wyszli z grupy remisujac z Walią, przegrywajac 1:2 z reprezentacją Szwecji i pokonując 4:0 Meksyk. Największymi osiągnięciami było dojście do ćwierćfinału w 1962 oraz 1966. Lepsze wyniki Węgrzy odnieśli w pozostałych turniejach rangi mistrzowskiej. Na Euro 1964 zajęli trzecie miejsce po wygranej z Danią trzy do jednego. Osiem lat później na Euro 1972 zajęli czwarte miejsce po przegranej z Belgią dwa do jednego. Większe sukcesy reprezentacja odniosła na igrzyskach olimpijskich – należy pamiętać, że do IO 1984 w igrzyskach brali udział jedynie sportowcy, którzy formalnie posiadali status amatorów. Na igrzyskach olimpijskich w 1960 zdobyła brązowy medal wygrywając z Włochami dwa do jednego. Na igrzyskach w 1964 oraz 1968 Węgrzy zdobyli złote medale, wygrywając mecze finałowe; odpowiednio z Czechosłowacją oraz Bułgarią. Ostatnim dużym sukcesem reprezentacji był srebrny medal na igrzyskach olimpijskich w 1972 po porażce w finale z Polską 2:1. Od udziału w MŚ 1986 Węgrzy nie awansowali na żaden światowy turniej. Od tej pory reprezentacja Węgier zaliczana jest do grona europejskich średniaków.
W eliminacjach do MŚ 1998 Węgrzy zagrali w barażach. Przegrali oni z Federalną Republiką Jugosławią (państwem związkowym składającym się wyłącznie z Republiki Czarnogóry i Republiki Serbii) siedem do jednego w Budapeszcie i pięć do zera w Belgradzie. Każde kolejne eliminacje do turniejów drużyna przegrywała. Jednakże od około 2009 można zauważyć poprawę gry reprezentacji. W eliminacjach MŚ 2010 Węgrzy zajęli czwarte miejsce w swojej grupie (w pewnym momencie byli na drugim miejscu w swojej grupie), zaś w eliminacjach Euro 2012 reprezentacja zajęła trzecie miejsce w swojej grupie, za Holandią i Szwecją. W eliminacjach do MŚ 2014 ponownie zajęli trzecie miejsce w swojej grupie, za Holandią i Rumunią z dorobkiem 17 punktów po pięciu zwycięstwach, dwóch remisach i trzech porażkach. Dopiero w kwalifikacjach do Euro 2016 przyszedł sukces. Węgierscy piłkarze znów zajęli trzecie miejsce w grupie – za Irlandią Północną i Rumunią z dorobkiem 16 punktów po czterech zwycięstwach, czterech remisach i dwóch porażkach. Pozwoliło im to zagrać w barażach w których to spotkali się z reprezentacją Norwegii. Wygrywając oba mecze (1:0 i 2:1) awansowali na turniej we Francji.
Na Euro 2016 Węgrzy zagrali w grupie F razem z Portugalią, Austrią i Islandią. Po jednym zwycięstwie (z Austrią 2:0) i dwóch remisach (z Islandią 1:1 i Portugalią 3:3) z dorobkiem pięciu punktów awansowali z pierwszego miejsca do dalszej fazy turnieju. W 1/8 finału zagrali z reprezentacją Belgii, z którą przegrali 0:4 i odpadli z turnieju.
Po nieudanych dla Węgrów eliminacjach do MŚ w Rosji 2018 (trzecie miejsce z trzynastoma punktami po czterech zwycięstwach, remisie i pięciu porażkach) Bernd Storck pożegnał się z kadrą. Później Madziarów prowadził Belg Georges Leekens. Obecnie Węgrów prowadzi Marco Rossi.

## Udział w międzynarodowych turniejach

### Igrzyska olimpijskie
| 1900 | Nie brała udziału       | Nie brała udziału       |
| 1904 | Nie brała udziału       | Nie brała udziału       |
| 1908 | Nie brała udziału       | Nie brała udziału       |
| 1912 | -                       | Druga runda             |
| 1920 | Nie brała udziału       | Nie brała udziału       |
| 1924 | -                       | Druga runda             |
| 1928 | Nie brała udziału       | Nie brała udziału       |
| 1936 | -                       | Pierwsza runda          |
| 1948 | Nie brała udziału       | Nie brała udziału       |
| 1952 | -                       | Mistrzostwo             |
| 1956 | Nie brała udziału       | Nie brała udziału       |
| 1960 | Awans                   | III miejsce             |
| 1964 | Awans                   | Mistrzostwo             |
| 1968 | Awans                   | Mistrzostwo             |
| 1972 | Awans                   | II miejsce              |
| 1976 | Nie zakwalifikowała się | Nie zakwalifikowała się |
| 1980 | Nie zakwalifikowała się | Nie zakwalifikowała się |
| 1984 | Nie zakwalifikowała się | Nie zakwalifikowała się |
| 1988 | Nie zakwalifikowała się | Nie zakwalifikowała się |
| 1992 | Nie zakwalifikowała się | Nie zakwalifikowała się |
| 1996 | Awans                   | Faza grupowa            |
| 2000 | Nie zakwalifikowała się | Nie zakwalifikowała się |
| 2004 | Nie zakwalifikowała się | Nie zakwalifikowała się |
| 2008 | Nie zakwalifikowała się | Nie zakwalifikowała się |
| 2012 | Nie zakwalifikowała się | Nie zakwalifikowała się |
| 2016 | Nie zakwalifikowała się | Nie zakwalifikowała się |
| 2020 |                         |                         |

### Mistrzostwa świata
| 1930 | Nie brała udziału       | Nie brała udziału       |
| 1934 | Awans                   | Ćwierćfinał             |
| 1938 | Awans                   | II miejsce              |
| 1950 | Nie brała udziału       | Nie brała udziału       |
| 1954 | Awans                   | II miejsce              |
| 1958 | Awans                   | Faza grupowa            |
| 1962 | Awans                   | Ćwierćfinał             |
| 1966 | Awans                   | Ćwierćfinał             |
| 1970 | Nie zakwalifikowała się | Nie zakwalifikowała się |
| 1974 | Nie zakwalifikowała się | Nie zakwalifikowała się |
| 1978 | Awans                   | Faza grupowa            |
| 1982 | Awans                   | Faza grupowa            |
| 1986 | Awans                   | Faza grupowa            |
| 1990 | Nie zakwalifikowała się | Nie zakwalifikowała się |
| 1994 | Nie zakwalifikowała się | Nie zakwalifikowała się |
| 1998 | Nie zakwalifikowała się | Nie zakwalifikowała się |
| 2002 | Nie zakwalifikowała się | Nie zakwalifikowała się |
| 2006 | Nie zakwalifikowała się | Nie zakwalifikowała się |
| 2010 | Nie zakwalifikowała się | Nie zakwalifikowała się |
| 2014 | Nie zakwalifikowała się | Nie zakwalifikowała się |
| 2018 | Nie zakwalifikowała się | Nie zakwalifikowała się |
| 2022 | Nie zakwalifikowała się | Nie zakwalifikowała się |

### Mistrzostwa Europy
| 1960 | Nie zakwalifikowała się | Nie zakwalifikowała się |
| 1964 | Awans                   | III miejsce             |
| 1968 | Nie zakwalifikowała się | Nie zakwalifikowała się |
| 1972 | Awans                   | IV miejsce              |
| 1976 | Nie zakwalifikowała się | Nie zakwalifikowała się |
| 1980 | Nie zakwalifikowała się | Nie zakwalifikowała się |
| 1984 | Nie zakwalifikowała się | Nie zakwalifikowała się |
| 1988 | Nie zakwalifikowała się | Nie zakwalifikowała się |
| 1992 | Nie zakwalifikowała się | Nie zakwalifikowała się |
| 1996 | Nie zakwalifikowała się | Nie zakwalifikowała się |
| 2000 | Nie zakwalifikowała się | Nie zakwalifikowała się |
| 2004 | Nie zakwalifikowała się | Nie zakwalifikowała się |
| 2008 | Nie zakwalifikowała się | Nie zakwalifikowała się |
| 2012 | Nie zakwalifikowała się | Nie zakwalifikowała się |
| 2016 | Awans                   | 1/8 finału              |
| 2020 | Awans                   | Faza grupowa            |
| 2024 | Awans                   | Faza grupowa            |

## Trenerzy reprezentacji Węgier
| Szkoleniowiec    | O        | od   | do   | M   | W  | R  | P  | Największe osiągnięcia        |
| ---------------- | -------- | ---- | ---- | --- | -- | -- | -- | ----------------------------- |
| Ferenc Gillemot  |          | 1902 | 1904 | 5   | 3  | 0  | 2  |                               |
| Ferenc Stobbe    |          | 1904 | 1906 | 9   | 3  | 1  | 5  |                               |
| Ferenc Stobbe    | 1907     | 1908 |      | 9   | 3  | 1  | 5  |                               |
| Alfréd Hajós     |          | 1906 | 1906 | 3   | 1  | 2  | 0  |                               |
|                  |          |      |      |     |    |    |    |                               |
| József Fábián    |          | 1941 | 1941 | 4   | 0  | 2  | 2  |                               |
| József Fábián    | 1942     |      |      | 4   | 0  | 2  | 2  |                               |
| Kálmán Vághy     |          | 1942 | 1943 | 6   | 5  | 0  | 1  |                               |
| Tibor Gallowich  |          | 1945 | 1948 | 18  | 13 | 1  | 4  |                               |
| Tibor Gallowich  |          | 1945 | 1948 | 18  | 13 | 1  | 4  |                               |
| Gusztáv Sebes    |          | 1949 | 1956 | 69  | 50 | 12 | 7  | IO 1952 MŚ 1954               |
| Márton Bukovi    |          | 1956 | 1957 | 8   | 6  | 1  | 1  |                               |
| Lajos Baróti     |          | 1957 | 1966 | 117 | 62 | 27 | 28 | IO 1964 ME 1964               |
| Lajos Baróti     | 1975     | 1978 |      | 117 | 62 | 27 | 28 | IO 1964 ME 1964               |
| Rudolf Illovszky |          | 1966 | 1967 | 39  | 20 | 10 | 9  | IO 1972 IV miejsce na ME 1972 |
| Rudolf Illovszky | 1971     | 1974 |      | 39  | 20 | 10 | 9  | IO 1972 IV miejsce na ME 1972 |
| Károly Sós       |          | 1968 | 1969 | 10  | 5  | 1  | 4  | IO 1968                       |
| József Hoffer    |          | 1970 | 1971 | 10  | 4  | 3  | 3  |                               |
| József Bozsik    |          | 1974 | 1974 | 1   | 0  | 0  | 1  |                               |
| Ede Moór         |          | 1974 | 1975 | 6   | 2  | 2  | 2  |                               |
| János Szőcs      |          | 1975 | 1975 | 1   | 0  | 0  | 1  |                               |
| Ferenc Kovács    |          | 1978 | 1979 | 8   | 2  | 4  | 2  |                               |
| Károly Lakat     |          | 1979 | 1980 | 6   | 3  | 0  | 3  |                               |
| Kálmán Mészöly   |          | 1980 | 1983 | 61  | 24 | 12 | 25 | awans i udział w MŚ 1982      |
| Kálmán Mészöly   | Węgry    | 1990 | 1991 | 61  | 24 | 12 | 25 | awans i udział w MŚ 1982      |
| Kálmán Mészöly   | Węgry    | 1994 | 1995 | 61  | 24 | 12 | 25 | awans i udział w MŚ 1982      |
| György Mezey     |          | 1983 | 1986 | 35  | 20 | 7  | 8  | awans i udział w MŚ 1986      |
| György Mezey     | 1988     |      |      | 35  | 20 | 7  | 8  | awans i udział w MŚ 1986      |
| Imre Komora      |          | 1986 | 1986 | 3   | 0  | 1  | 2  |                               |
| József Verebes   |          | 1987 | 1987 | 14  | 3  | 3  | 8  |                               |
| József Verebes   | Węgry    | 1993 | 1994 | 14  | 3  | 3  | 8  |                               |
| József Garami    |          | 1987 | 1987 | 5   | 2  | 1  | 2  |                               |
| László Bálint    |          | 1988 | 1988 | 6   | 2  | 2  | 2  |                               |
| Bertalan Bicskei |          | 1989 | 1989 | 45  | 15 | 19 | 11 |                               |
| Bertalan Bicskei | Węgry    | 1998 | 2001 | 45  | 15 | 19 | 11 |                               |
| Róbert Glázer    | Węgry    | 1991 | 1991 | 4   | 0  | 2  | 2  |                               |
| Emerich Jenei    | Rumunia  | 1992 | 1993 | 14  | 6  | 4  | 4  |                               |
| Ferenc Puskás    | Węgry    | 1993 | 1993 | 4   | 1  | 0  | 3  |                               |
| János Csank      | Węgry    | 1996 | 1997 | 19  | 6  | 3  | 10 |                               |
| Imre Gellei      | Węgry    | 2001 | 2003 | 23  | 7  | 4  | 12 |                               |
| Lothar Matthäus  | Niemcy   | 2004 | 2005 | 28  | 11 | 3  | 14 |                               |
| Péter Bozsik     | Węgry    | 2006 | 2006 | 7   | 3  | 0  | 4  |                               |
| Péter Várhidi    | Węgry    | 2006 | 2008 | 16  | 7  | 1  | 8  |                               |
| Erwin Koeman     | Holandia | 2008 | 2010 | 20  | 7  | 4  | 9  |                               |
| Sándor Egervári  | Węgry    | 2010 | 2013 | 34  | 17 | 8  | 9  |                               |
| József Csábi     | Węgry    | 2013 | 2013 | 1   | 1  | 0  | 0  |                               |
| Attila Pintér    | Węgry    | 2013 | 2014 | 5   | 2  | 1  | 2  |                               |
| Pál Dárdai       | Węgry    | 2014 | 2015 | 7   | 4  | 2  | 1  |                               |
| Bernd Storck     | Niemcy   | 2015 | 2017 | 25  | 8  | 7  | 10 | awans i 1/8 finału ME 2016    |
| Zoltán Szélesi   | Węgry    | 2017 | 2017 | 2   | 1  | 0  | 1  |                               |
| Georges Leekens  | Belgia   | 2017 | 2018 | 4   | 0  | 1  | 3  |                               |
| Marco Rossi      | Włochy   | 2018 |      | 16  | 7  | 1  | 8  | awans i udział w ME 2020      |

## Rekordziści
Kolorem niebieskim zaznaczono wciąż aktywnych piłkarzy
| #  | Nazwisko         | !Mecze= | Bramki | Lata gry w kadrze |
| -- | ---------------- | ------- | ------ | ----------------- |
| 1  | Gábor Király     | 108     | 0      | 1998–2016         |
| 1  | Balázs Dzsudzsák | 109     | 27     | 2007–             |
| 3  | József Bozsik    | 101     | 11     | 1943–1958         |
| 4  | Zoltán Gera      | 99      | 26     | 2002–2017         |
| 5  | Roland Juhász    | 95      | 6      | 2004–2016         |
| 6  | László Fazekas   | 92      | 20     | 1968–1982         |
| 7  | Gyula Grosics    | 89      | 0      | 1948–1960         |
| 8  | Ferenc Puskás    | 85      | 84     | 1945–1956         |
| 9  | Imre Garaba      | 82      | 3      | 1980–1992         |
| 10 | Sándor Mátrai    | 81      | 0      | 1954–1966         |

| #  | Nazwisko         | Bramki | Mecze | Lata gry w kadrze |
| -- | ---------------- | ------ | ----- | ----------------- |
| 1  | Ferenc Puskás    | 84     | 85    | 1945–1956         |
| 2  | Sándor Kocsis    | 75     | 68    | 1948–1956         |
| 3  | Imre Schlosser   | 59     | 68    | 1906–1927         |
| 4  | Lajos Tichy      | 51     | 71    | 1955–1971         |
| 5  | György Sárosi    | 42     | 62    | 1931–1943         |
| 6  | Nándor Hidegkuti | 39     | 69    | 1945–1958         |
| 7  | Ferenc Bene      | 36     | 76    | 1962–1979         |
| 8  | Gyula Zsengellér | 33     | 39    | 1936–1947         |
| 9  | Tibor Nyilasi    | 32     | 70    | 1975–1985         |
| 10 | Flórián Albert   | 31     | 77    | 1959–1974         |

## Stroje
| Producent | od   | do    |
| --------- | ---- | ----- |
| Adidas    | 1976 | 1990  |
| Umbro     | 1990 | 1994  |
| Adidas    | 1994 | nadal |

Podstawowy strój reprezentacji Węgier składa się z czerwonej koszulki, białych spodenek oraz zielonych getrów. Opisana kolorystyka pochodzi z układu barw węgierskiej flagi. Drugi zestaw stroju Węgrów to biała koszulka, spodenki oraz getry. Na lewej piersi koszulek znajduje się herb Węgier.

### Dzieje strojów
| lata 50. | 1972 | 1982 | 1986 | 2000-2002 | 2002-2004 | 2004-2006 | 2006-2008 | 2008-2010 | 2010-2012 |

| 2012-2014 | 2014-2016 | 2016-2018 |  |